# 釜田佳直
釜田 佳直（かまた よしなお、1993年10月26日 - ）は、石川県小松市出身の元プロ野球選手（投手）。右投右打。

## 経歴

### プロ入り前
小松市立御幸中学校時代は軟式野球部に所属していた。中学1年までは捕手だったが、斎藤佑樹と田中将大の投げ合いとなった第88回全国高等学校野球選手権大会決勝の延長15回引き分けをテレビ観戦し魅せられ、翌日の再試合は現地観戦。その後監督に直訴し投手に転向した。高校の同期生に水泳の小堀勇気がいる。
金沢高等学校では1年時の春から公式戦に登板し、秋にはエースとなる。2年時の秋には明治神宮野球大会に出場した。
3年の春のセンバツでは優勝候補に挙げられるも、1回戦の加古川北高校に0-4で敗れた。夏の甲子園では、1回戦の伊勢工業高校戦では中川誠也との投げ合いを4-0で勝利し、2回戦の聖光学院戦では歳内宏明との投げ合いの末4-2で勝利した。しかし続く3回戦の習志野高校に1-2で敗れた。甲子園通算成績は34回、防御率1.32、40奪三振。
その後、第9回AAAアジア野球選手権大会の日本代表に選出され、2回を無失点に抑えて金メダル獲得に貢献した。
2011年のドラフト会議で東北楽天ゴールデンイーグルスから2位指名を受け、11月9日に契約金5000万円、年俸600万円で仮契約した（金額は推定）。背番号は「21」。

### プロ入り後

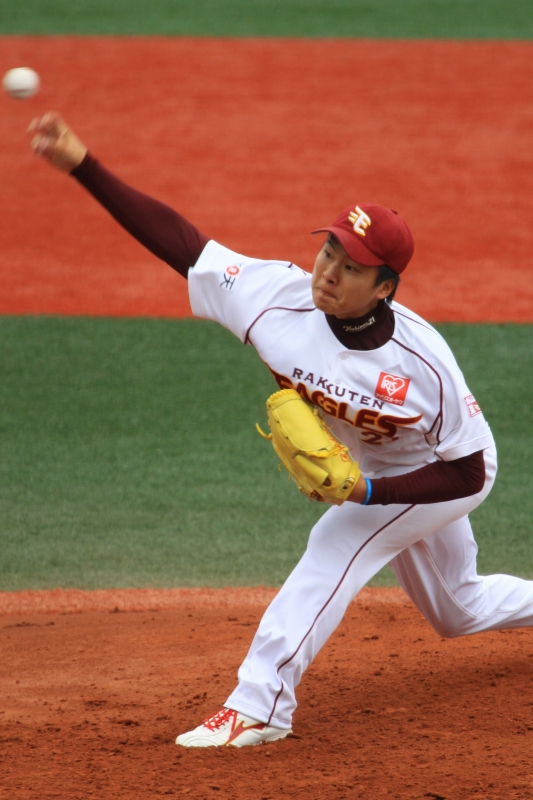
（2012年）

2012年、開幕は二軍でスタートした。当初は救援要員だったが、4月29日の北海道日本ハムファイターズ戦に初先発すると4回まで被安打1、無失点。5月5日の東京ヤクルトスワローズ戦で二度目の先発は6回までノーヒットに抑えて無失点と徐々に頭角を現す。5月12日の横浜DeNAベイスターズ戦では5回まで8安打2失点だったが、7試合に登板し0勝0敗ながら防御率0.86の投球内容が評価されて一軍昇格、5月20日の阪神タイガース戦（阪神甲子園球場）にて田中将大以来の球団史上2人目の高卒新人プロ初登板初先発を果たしたが味方の度重なる拙守もあり、3回3失点で降板した（自責点1、勝敗つかず）。この試合では自己最速タイの153km/hを記録し、話題となった。2試合目の登板となった同27日のヤクルト戦（明治神宮野球場）で6回0/3回を1失点でプロ初勝利を挙げた。高卒1年目での勝利は球団では2007年の田中将大以来で、登板2試合目での勝利は田中の4試合目を抜いて球団最速記録となった。6月17日の読売ジャイアンツ戦（クリネックススタジアム宮城）では交流戦無敗だった杉内俊哉と投げ合い、9回1失点で初完投勝利を挙げた。高卒新人投手の巨人戦初登板完投勝利は1987年の近藤真一（中日ドラゴンズ）以来25年ぶり史上2人目の記録であった。その後、不振で出場選手登録を一度抹消されたが、復帰登板となった8月9日のオリックス・バファローズ戦で4勝目、同月16日の日本ハム戦（本拠地）では1-0で初完封勝利で5勝目を挙げた。高卒新人の1-0での完封は1999年の松坂大輔（埼玉西武ライオンズ）以来13年ぶりだった。一度二軍落ちするも、シーズンを通して主力として20試合で7勝4敗の成績を残した。
2013年、前年の活躍などから、先発陣の一員として自身初の開幕一軍を果たすとともに開幕から先発で3試合に登板した。ところが0勝2敗、防御率12.54と成績が振るわなかったことから4月17日に出場選手登録を抹消された。さらに、抹消後の5月後半には、二軍戦での登板中に右肘を疲労骨折。その影響で、8月上旬まではリハビリを優先していた。9月11日に、救援要員として一軍へ復帰。翌12日の千葉ロッテマリーンズ戦（QVCマリンフィールド）で5回裏二死三塁から2番手で登板すると、打者2人への投球でこの回を無失点に抑え、シーズン初勝利を挙げた。9月26日のリーグ優勝時は未成年であったためビールかけに参加出来なかったが、10月26日に20歳になったため、11月3日の日本一のときはビールかけに参加した（2013年のパシフィック・リーグクライマックスシリーズファイナルS、2013年の日本シリーズ、2013年のアジアシリーズといったポストシーズン登板機会は皆無）11月25日に右肘にボルトを埋め込む手術と骨棘を除去する手術を受けた。
2014年、3月6日に右肘のトミー・ジョン手術を受けたことが発表された。リハビリの期間を経て、11月に本格投球を再開した。
2015年、3月6日の春季教育リーグ・北海道日本ハムファイターズ戦で実戦登板としては約500日ぶりの登板を果たした。前述のトミー・ジョン手術からちょうど1年後の登板であり、最速147km/hを記録した。8月29日には685日ぶりに一軍マウンドに上がり先発すると5回4失点、打線の援護もあり、716日ぶりの勝ち星（先発勝利は1074日ぶり）を挙げた。
2016年、3年ぶりに開幕ローテーション入りし、5月は防御率8.63と安定感を欠いたが、6月は防御率1.82、3勝を記録した。8月に右肘の張りで1か月離脱したが、ルーキー以来の100イニング以上を投げ、自己最多タイの7勝を記録した。オフに、1220万増となる推定年俸2500万円で契約を更改した。
2017年、前年と同様に開幕ローテーション入りを果たすも、4月には防御率6.75、5月には5.17と精彩を欠いた。6月には防御率0.00、7月には3.38と安定性を取り戻し、また、7月26日のロッテ戦では自己最速の154km/hを記録した。最終的に12試合登板、4勝3敗、防御率4.95を記録。シーズン終了後には翌年からリリーフに挑戦することが発表された。200万円減の推定年俸2300万円で契約を更改した。
2018年、中継ぎとして開幕一軍入りを果たすものの結果を残せず5月5日に二軍落ち。6月27日には「右肩ベネット骨棘切除術および後方関節包解離」と「右肘クリーニング」の手術を受けたと発表。復帰まで6か月を要し、シーズン中の復帰は絶望となる。12月に一般女性との結婚を発表。オフに、300万円減となる推定年俸2000万円で契約を更改した。
2019年、4月21日のオリックス戦に先発し、6回1/3を5安打3失点で1年9か月ぶりの勝利投手となった。最終的には5試合登板で、1勝1敗、防御率5.40を記録。オフに、推定年俸1500万円で契約を更改した。
2020年は、中継ぎとして4試合に登板し、0勝0敗、防御率9.82を記録。二軍では抑えを務め、30試合に登板し0勝2敗12セーブ、防御率1.89を記録し、セーブ王のタイトルを獲得した。オフに、背番号を現役引退した青山浩二がつけていた41に変更し、300万円減となる推定年俸1200万円で契約を更改した。
2021年、二軍では先発としてこの年12球団最多の117回2/3を投げたが、一軍では6月29日の日本ハム戦にてシーズン初先発登板。4回5失点で勝敗付かず。同シーズンの一軍登板はこの試合のみであった。オフに、200万円減となる推定年俸1000万円で契約を更改した。
2022年は、4月5日に新型コロナウイルス陽性判定を受けた弓削隼人と濃厚接触疑いのある渡邊佑樹の特例2022 代替指名選手として福井優也、石橋良太と共に一軍昇格を果たしたが、登板機会がないまま9日後の14日に出場選手登録を抹消された。その後ファームで結果を残したことや（19試合・防御率2.48）、チームの先発投手が新型コロナウイルスの陽性判定を受けたことから、8月18日に4か月ぶりに再昇格。同日の日本ハム戦で1年ぶりに先発登板し、2019年以来の勝利投手とはならなかったが5回無失点と好投した。翌19日にいったん抹消されるが6日後の25日にシーズン3度目の出場選手登録を果たし、同日のソフトバンク戦でシーズン2試合目の先発登板をしたが、先頭打者の今宮健太に安打で出塁を許したのを機に一死満塁で迎えたところで5番打者の野村大樹に先制となる2点二塁打、そして一死二・三塁の場面で谷川原健太にも安打を打たれるなど1回を投げて4失点の投球内容で降板した。翌26日に出場選手登録を抹消されて以降は再昇格はなく、一軍登板はこの8月の2試合に登板したのみに終わり、10月22日に球団から戦力外通告を受けた。11月8日に行われた12球団合同トライアウトに参加し、結果は3人の打者に対して1安打1四球だった。釜田自身はオファーがなければ引退することを宣言しておりその後も他球団からの獲得オファーがなかったことから、11月16日に現役引退を表明した。

### 現役引退後
現役引退後の2023年1月19日、楽天のスコアラーへの就任が発表された。

## 選手としての特徴
スリークォーターから繰り出す平均球速約143km/h、最速154km/hのストレートを誇る速球投手。変化球は縦横のスライダー、カットボール、フォークボールを軸に、稀にカーブやチェンジアップを投げ分け、速球との緩急を意識したピッチングをする。元々はカットボールやスライダーなど速球との球速差がない速い変化球が持ち味であったが、3年時のセンバツで対戦した加古川北高校のエース・井上真伊人が130km/h前後のストレートとスローカーブなど緩急を使っていたことを参考にし、緩急を使った投球ができるようになった。

## 人物
目標とする投手は、自身が楽天に入団する前年まで背番号21を着用していた岩隈久志と楽天入団時のエースであった田中将大で、新入団選手発表会見では「日本球界を代表する投手になりたいです」と目標を語っている。
同い年で同じ石川県出身の西川健太郎（星稜高校出身、元中日ドラゴンズ）とはお互いをライバルと認める仲である。

## 詳細情報

### 年度別投手成績
| 年 度      | 球 団      | 登 板 | 先 発 | 完 投 | 完 封 | 無 四 球 | 勝 利 | 敗 戦 | セ 丨 ブ | ホ 丨 ル ド | 勝 率 | 打 者 | 投 球 回 | 被 安 打 | 被 本 塁 打 | 与 四 球 | 敬 遠 | 与 死 球 | 奪 三 振 | 暴 投 | ボ 丨 ク | 失 点 | 自 責 点 | 防 御 率 | W H I P |
| ---------- | ---------- | ----- | ----- | ----- | ----- | -------- | ----- | ----- | -------- | ----------- | ----- | ----- | -------- | -------- | ----------- | -------- | ----- | -------- | -------- | ----- | -------- | ----- | -------- | -------- | ------- |
| 2012       | 楽天       | 20    | 19    | 2     | 1     | 0        | 7     | 4     | 0        | 0           | .636  | 501   | 112.1    | 126      | 4           | 38       | 0     | 7        | 77       | 6     | 0        | 48    | 41       | 3.28     | 1.46    |
| 2013       | 楽天       | 8     | 2     | 0     | 0     | 0        | 1     | 2     | 0        | 0           | .333  | 75    | 13.2     | 24       | 1           | 8        | 0     | 3        | 11       | 1     | 0        | 19    | 19       | 12.51    | 2.34    |
| 2015       | 楽天       | 4     | 4     | 0     | 0     | 0        | 1     | 1     | 0        | 0           | .500  | 96    | 20.0     | 28       | 4           | 9        | 0     | 0        | 12       | 0     | 1        | 16    | 15       | 6.75     | 1.85    |
| 2016       | 楽天       | 20    | 20    | 0     | 0     | 0        | 7     | 5     | 0        | 0           | .583  | 510   | 113.0    | 124      | 12          | 50       | 0     | 8        | 77       | 2     | 0        | 56    | 52       | 4.14     | 1.54    |
| 2017       | 楽天       | 12    | 11    | 0     | 0     | 0        | 4     | 3     | 0        | 1           | .571  | 254   | 56.1     | 67       | 7           | 19       | 0     | 4        | 34       | 4     | 1        | 34    | 31       | 4.95     | 1.53    |
| 2018       | 楽天       | 12    | 0     | 0     | 0     | 0        | 0     | 0     | 0        | 1           | ----  | 67    | 12.2     | 14       | 1           | 14       | 2     | 2        | 9        | 2     | 0        | 12    | 12       | 8.53     | 2.21    |
| 2019       | 楽天       | 5     | 5     | 0     | 0     | 0        | 1     | 1     | 0        | 0           | .500  | 102   | 21.2     | 25       | 4           | 12       | 0     | 1        | 15       | 1     | 0        | 13    | 13       | 5.40     | 1.71    |
| 2020       | 楽天       | 4     | 0     | 0     | 0     | 0        | 0     | 0     | 0        | 0           | ----  | 26    | 3.2      | 9        | 0           | 4        | 0     | 1        | 4        | 0     | 0        | 5     | 4        | 9.82     | 3.55    |
| 2021       | 楽天       | 1     | 1     | 0     | 0     | 0        | 0     | 0     | 0        | 0           | ----  | 19    | 4.0      | 8        | 1           | 1        | 0     | 0        | 2        | 0     | 0        | 5     | 5        | 11.25    | 2.25    |
| 2022       | 楽天       | 2     | 2     | 0     | 0     | 0        | 0     | 0     | 0        | 0           | ----  | 29    | 6.0      | 10       | 0           | 3        | 0     | 0        | 2        | 0     | 0        | 4     | 4        | 6.00     | 2.17    |
| 通算：10年 | 通算：10年 | 88    | 64    | 2     | 1     | 0        | 21    | 16    | 0        | 2           | .568  | 1679  | 363.1    | 435      | 34          | 158      | 2     | 26       | 243      | 16    | 2        | 212   | 196      | 4.86     | 1.63    |

### 年度別守備成績
| 年 度 | 球 団 | 投手  | 投手  | 投手  | 投手  | 投手  | 投手     |
| 年 度 | 球 団 | 試 合 | 刺 殺 | 補 殺 | 失 策 | 併 殺 | 守 備 率 |
| ----- | ----- | ----- | ----- | ----- | ----- | ----- | -------- |
| 2012  | 楽天  | 20    | 6     | 15    | 0     | 1     | 1.000    |
| 2013  | 楽天  | 7     | 0     | 2     | 0     | 0     | 1.000    |
| 2015  | 楽天  | 4     | 2     | 6     | 0     | 0     | 1.000    |
| 2016  | 楽天  | 20    | 4     | 23    | 1     | 0     | .964     |
| 2017  | 楽天  | 12    | 1     | 17    | 2     | 1     | .900     |
| 2018  | 楽天  | 12    | 0     | 5     | 0     | 0     | 1.000    |
| 2019  | 楽天  | 5     | 0     | 4     | 0     | 0     | 1.000    |
| 2020  | 楽天  | 4     | 0     | 0     | 0     | 0     | ----     |
| 2021  | 楽天  | 1     | 1     | 1     | 0     | 0     | 1.000    |
| 2022  | 楽天  | 2     | 0     | 2     | 0     | 0     | 1.000    |
| 通算  | 通算  | 88    | 14    | 75    | 3     | 2     | .967     |

### 記録
初記録
投手記録
- 初登板・初先発：2012年5月20日、対阪神タイガース2回戦（阪神甲子園球場）、3回3失点（自責点1）、勝敗なし
- 初奪三振：同上、1回裏に新井貴浩から空振り三振
- 初勝利・初先発勝利：2012年5月27日、対東京ヤクルトスワローズ1回戦（明治神宮野球場）、6回0/3を1失点
- 初完投勝利：2012年6月17日、対読売ジャイアンツ4回戦（日本製紙クリネックススタジアム宮城）、9回1失点（自責点0）、5奪三振
- 初完封勝利：2012年8月16日、対北海道日本ハムファイターズ18回戦（日本製紙クリネックススタジアム宮城）、被安打5、7奪三振、1四死球
- 初ホールド：2017年10月4日、対千葉ロッテマリーンズ23回戦（ZOZOマリンスタジアム）、11回裏5番手で登板、1回無失点

打撃記録
- 初安打：2012年6月10日、対横浜DeNAベイスターズ3回戦（横浜スタジアム）、7回表に三浦大輔から左翼線二塁打
- 初打点：2016年6月18日、対横浜DeNAベイスターズ2回戦（横浜スタジアム）、4回表に今永昇太から右翼線適時二塁打

### 背番号
- 21（2012年[4] - 2020年）
- 41（2021年[32] - 2022年）

### 代表歴
- 第9回AAAアジア野球選手権大会日本代表